# Eirene parvitentaculata
Eirene parvitentaculata is een hydroïdpoliep uit de familie Eirenidae. De poliep komt uit het geslacht Eirene. Eirene parvitentaculata werd in 1984 voor het eerst wetenschappelijk beschreven door Bouillon. 